# Carago
Caragos ou Carajus, eram uma espécie de mágicos que faziam carantulas (imagens, linhas, cifras ou caracteres mágicos), faziam agouros com o canto das aves, chamavam demónios com fogueiras, faziam encantamentos nas sementeiras. A sua prática foi proibida por Alvará no tempo de D. João I. 
«Estes Caragos faziam os seus encantos, particularmente às sementeiras ; aproveitavam-se do canto das aves para os seus agouros, chamavam os demónios com certas figuras ...»